# 金子憲次
金子 憲次（かねこ けんじ）は、日本のゲームミュージックの曲家。

## 略歴
アイディアファクトリーに入社し、アイディアファクトリー、オトメイトなどに曲を提供している。

## ゲームミュージック
- アガレスト戦記
- クロスエッジ
- トリニティ・ユニバース
- 華鬼
- 緋色の欠片
- 薄桜鬼
- 圧倒的遊戯 ムゲンソウルズ
- 超次元ゲイム ネプテューヌ